# تونی مورگان (ورزشکار)
تونی مورگان (انگلیسی: Tony Morgan؛ زادهٔ ۲۴ اوت ۱۹۳۱ – درگذشتهٔ ۹ آوریل ۲۰۲۴) قایقران اهل بریتانیا بود.
از جمله فیلم‌ها یا برنامه‌های تلویزیونی‌ای که وی در آن‌ها نقش داشته‌است، می‌توان به راننده تاکسی اشاره کرد.